# John Gordon (Curler)
John Gordon (* 27. März 1958 in Ashland) ist ein US-amerikanischer Curler. 
Sein internationales Debüt hatte Gordon im Jahr 1995 bei der Curling-Weltmeisterschaft in Brandon, er blieb jedoch ohne Medaille. 
Als Lead spielte Gordon der US-amerikanischen Mannschaft bei den XX. Olympischen Winterspiele und den
XIX. Olympischen Winterspielen im Curling. Die Mannschaft belegte 1998 den vierten Platz und 2002 den siebten Platz.